# Pionirska organizacija
Pionirska organizacija je organizacija za djecu, koju je vodila komunistička partija. Djecu se u komunističkim zemljama učlanjivalo u pionirske organizacije pri ulasku u osnovnu školu. 
Komunisti su pionire imenovali svojim najmlađim borcima komunizma. 
Prve pionirske organizacije osnovane su u Sovjetskom savezu nakon što su boljševici preuzeli vlast. 
Imali su svoje odore, koje su sadržavale crvenu i plavu boju. Pionirske organizacije osnovane su u svim ostalim totalitarnim komunističkim zemljama.
Članovi pionirske organizacije su obično bili nazivani pionirima Komunističke partije.
- u Sovjetskom Savezu "Lenjinovi pioniri" i "Staljinovi pioniri"
- u istočnoj Njemačkoj "Freie Deutsche Jugend"
- u SFR Jugoslaviji "Titovi pioniri".